# Гемейліел (Кентуккі)
Гемейліел (англ. Gamaliel) — місто (англ. city) в США, в окрузі Монро штату Кентуккі. Населення — 391 особа (2020).

## Географія
Гемейліел розташований за координатами 36°38′29″ пн. ш. 85°47′43″ зх. д. / 36.64139° пн. ш. 85.79528° зх. д. (36.641391, -85.795342).  За даними Бюро перепису населення США в 2010 році місто мало площу 1,48 км², з яких 1,47 км² — суходіл та 0,01 км² — водойми.

## Демографія
Згідно з переписом 2010 року, у місті мешкало 376 осіб у 156 домогосподарствах у складі 112 родин. Густота населення становила 255 осіб/км².  Було 178 помешкань (121/км²).
Расовий склад населення:
| - 93,6 % — білих - 1,3 % — чорних або афроамериканців - 3,7 % — осіб інших рас |

До двох чи більше рас належало 1,3 %. Частка іспаномовних становила 6,9 % від усіх жителів.
За віковим діапазоном населення розподілялося таким чином: 24,7 % — особи молодші 18 років, 56,7 % — особи у віці 18—64 років, 18,6 % — особи у віці 65 років та старші. Медіана віку мешканця становила 39,8 року. На 100 осіб жіночої статі у місті припадало 86,1 чоловіків;  на 100 жінок у віці від 18 років та старших — 79,1 чоловіків також старших 18 років.
Середній дохід на одне домашнє господарство  становив 40 177 доларів США (медіана — 29 722), а середній дохід на одну сім'ю — 45 655 доларів (медіана — 38 750). Медіана доходів становила 30 714 долари для чоловіків та 18 693 долари для жінок. За межею бідності перебувало 28,7 % осіб, у тому числі 47,5 % дітей у віці до 18 років та 22,2 % осіб у віці 65 років та старших.
Цивільне працевлаштоване населення становило 182 особи. Основні галузі зайнятості: виробництво — 28,6 %, освіта, охорона здоров'я та соціальна допомога — 17,6 %, роздрібна торгівля — 13,2 %, сільське господарство, лісництво, риболовля — 12,6 %.